# Nikola Stanković (calciatore 1993)
Nikola Stanković (in serbo Никола Станковић?; Sombor, 18 dicembre 1993) è un calciatore serbo, difensore del Tisa Adorjan.

## Carriera

### Club
Ha giocato nella massima serie serba e in quella greca.

### Nazionale
Nel 2016 ha esordito in nazionale.

## Statistiche

### Cronologia presenze e reti in nazionale
| Cronologia completa delle presenze e delle reti in nazionale ― Serbia | Cronologia completa delle presenze e delle reti in nazionale ― Serbia | Cronologia completa delle presenze e delle reti in nazionale ― Serbia | Cronologia completa delle presenze e delle reti in nazionale ― Serbia | Cronologia completa delle presenze e delle reti in nazionale ― Serbia | Cronologia completa delle presenze e delle reti in nazionale ― Serbia | Cronologia completa delle presenze e delle reti in nazionale ― Serbia | Cronologia completa delle presenze e delle reti in nazionale ― Serbia |
| Data                                                                  | Città                                                                 | In casa                                                               | Risultato                                                             | Ospiti                                                                | Competizione                                                          | Reti                                                                  | Note                                                                  |
| --------------------------------------------------------------------- | --------------------------------------------------------------------- | --------------------------------------------------------------------- | --------------------------------------------------------------------- | --------------------------------------------------------------------- | --------------------------------------------------------------------- | --------------------------------------------------------------------- | --------------------------------------------------------------------- |
| 29-9-2016                                                             | Doha                                                                  | Qatar                                                                 | 3 – 0                                                                 | Serbia                                                                | Amichevole                                                            | -                                                                     | 17’                                                                   |
| Totale                                                                |                                                                       | Presenze                                                              | 1                                                                     |                                                                       | Reti                                                                  | 0                                                                     |                                                                       |